# 竹内勤
竹内 勤（たけうち つとむ、1955年10月3日 - ）は、日本の医師、医学者。専門は、リウマチ・膠原病）。医学博士。東京大学先端科学技術研究センター フェロー。慶應義塾大学名誉教授・特任教授

## 略歴
1980年9月、慶應義塾大学医学部卒業。1984年9月、慶應義塾大学大学院医学研究科博士課程修了。1985年1月、ハーバード大学ダナ・ファーバー研究所留学。1998年7月、埼玉医科大学総合医療センター リウマチ・膠原病内科教授。2004年8月、埼玉医科大学副学長。2009年8月、慶應義塾大学医学部リウマチ・膠原病内科教授。2013年10月、慶應義塾大学病院病院長（～2017.7.31）、2017年8月、慶應義塾大学常任理事（～2021.5.31）。2021年4月、慶應義塾大学名誉教授。2021年、埼玉医科大学特任教授（学長特別補佐）。2022年3月、東京大学先端科学技術研究センター フェロー。2022年4月、埼玉医科大学 副学長。
日本リウマチ学会専門医・指導医、日本感染症学会専門医・指導医、日本アレルギー学会認定医2023年8月1日より埼玉医科大学学長に就任する。

## 研究分野
- １、自己免疫疾患の病態解明　全身性エリテマトーデス、関節リウマチ、シェーグレン症候群、血管炎などの全身性自己免疫疾患患者における分子病態の解明に取り組んできた。特に、患者サンプルを直接用いてそれを対象にする解析を心がけている。古くは、全身性エリテマトーデス患者末梢血を免疫し、正常人と比較して発現異常している分子を認識するモノクローナル抗体200種類以上を作成、そのモノクローナル抗体が認識する分子の構造や機能を解析した。血管炎と関連して発現上昇するa4b1インテグリン、上皮障害と関連して発現上昇するaEb7インテグリン、発現低下するTCR(CD3)ゼータ鎖について明らかにした。最近では、患者末梢血や患者滑膜、唾液腺、腎臓などの組織サンプルを用いて、RNA発現解析、細胞分画やシングルセルRNAシークエンス解析、質量フローサイトメーターなどの最新技術を用いて解析を続けている。解析にあたっては、個々の症例の継時的サンプリングとそれに合致した質の高い臨床データが必須で、分子情報と臨床情報の組み合わせによる解析を進めている。[4]
- ２、自己免疫疾患の予測バイオマーカー、モニタリングバイオマーカー　分子標的治療薬の有効性予測バイオマーカー、活動性関連バイオマーカーの探索を、質の高い継時的サンプリングと臨床データ、画像所見、病理所見などと関連する分子の変動を網羅的トランスクリプトーム解析、核酸アプタマー法などを用いたプロテオーム解析、イムノフェノタイプ解析などを用いて解析している。関節リウマチの末梢血を用いた解析では、標準薬である葉酸代謝拮抗薬メトトレキサートと、TNFαに対する抗体製剤、IL-6受容体に対する抗体製剤では、腫脹関節数や圧痛関節数などの臨床的寛解は同じであっても、遺伝子発現、タンパク発現、細胞サブセットの変動は大きく異なった。そこでこれら網羅的分子情報を元にRAオッズを求めるアルゴリズムを構築し分子的寛解を定義して評価したところ、達成後2年間にわたってより良い臨床的効果につながることを示し、世界で初めて分子的寛解の重要性を明らかにした。[4]
- ３、自己免疫疾患の臨床研究　関節リウマチ、全身性エリテマトーデス、シェーグレン症候群などの全身性自己免疫疾患を対象とした企業治験、医師主導治験、特定臨床研究に、主任研究者、分担研究者として数多く参加した。関節リウマチを対象とした多くのグローバル治験にも参加し、この中でグローバルリードを務めた治験を2本経験している。国内、海外臨床研究を多く経験したことにより、世界的な関節リウマチの標準的治療指針であるヨーロッパリウマチ学会の関節リウマチ治療推奨のメンバーとして日本人で唯一任命され、2016年、2019年のリコメンデーション作成に関与、2022年も作成委員として招聘されている。[4]
- ４、臨床研究の体制構築　慶應義塾大学病院では、2013年から病院長として2017年まで経営の安定化、病院機能の拡充につとめた。診療と共に臨床研究の充実に務め、臨床研究推進センターを病院の元に位置付けこれを基盤として2016年には臨床研究中核病院を取得するなどの体制を主導した。臨床研究の体制、手法、人材育成、評価方法などに関して興味を持って活動を展開している。[6]

## 著作
- 『免疫・炎症疾患のすべて』	渥美達也[ほか]編集 日本医師会 2020.10
- 『免疫・炎症疾患のすべて』	渥美達也 [ほか] 編集 日本医師会/診断と治療社 2020.11
- 『AIと医療の現状と課題』日本医学会 2019
- 『関節リウマチ看護ガイドブック : 共同意思決定をめざしたトータルケアの実践』 中原英子, 金子祐子編 羊土社 2019.9
- 『リウマチ・膠原病診療ゴールデンハンドブック』	竹内勤 編集 南江堂 2017.1
- 『リウマチ学のすすめ』	住田孝之, 木村友厚, 竹内勤, 山本一彦 監修	先端医学社 2015.9
- 『関節リウマチ治療実践バイブル』	竹内勤 編集	南江堂 2013.5
- 『本気で治したい人の膠原病・リウマチ : 最新版』 竹内勤 監修	学研パブリッシング/学研マーケティング 2013.12
- 『関節リウマチ : "治癒をめざす"最新治療コンセンサス』	竹内勤 編 医歯薬出版 2011.6